# Mariakapel (Bocholtz)

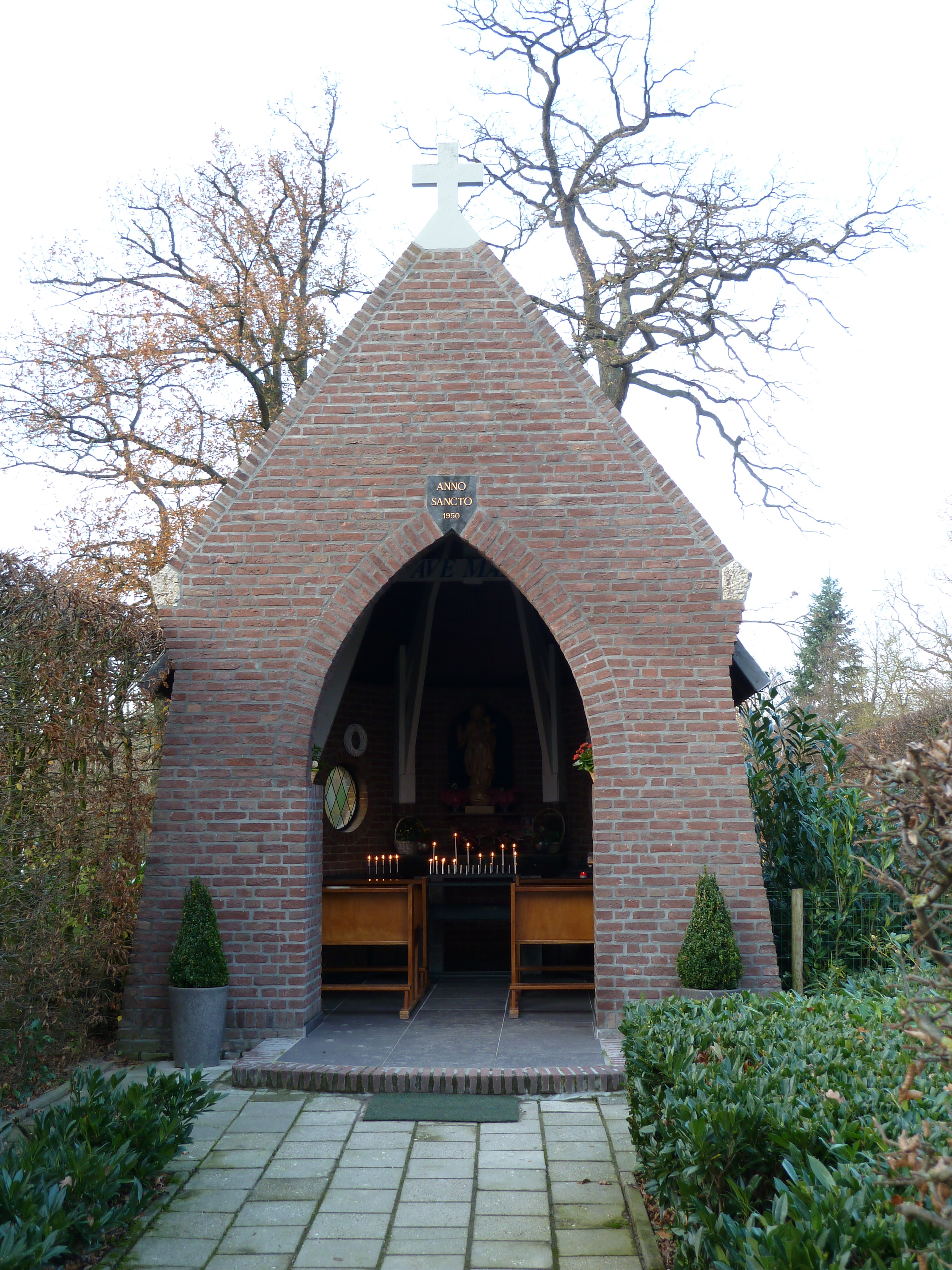
De Mariakapel

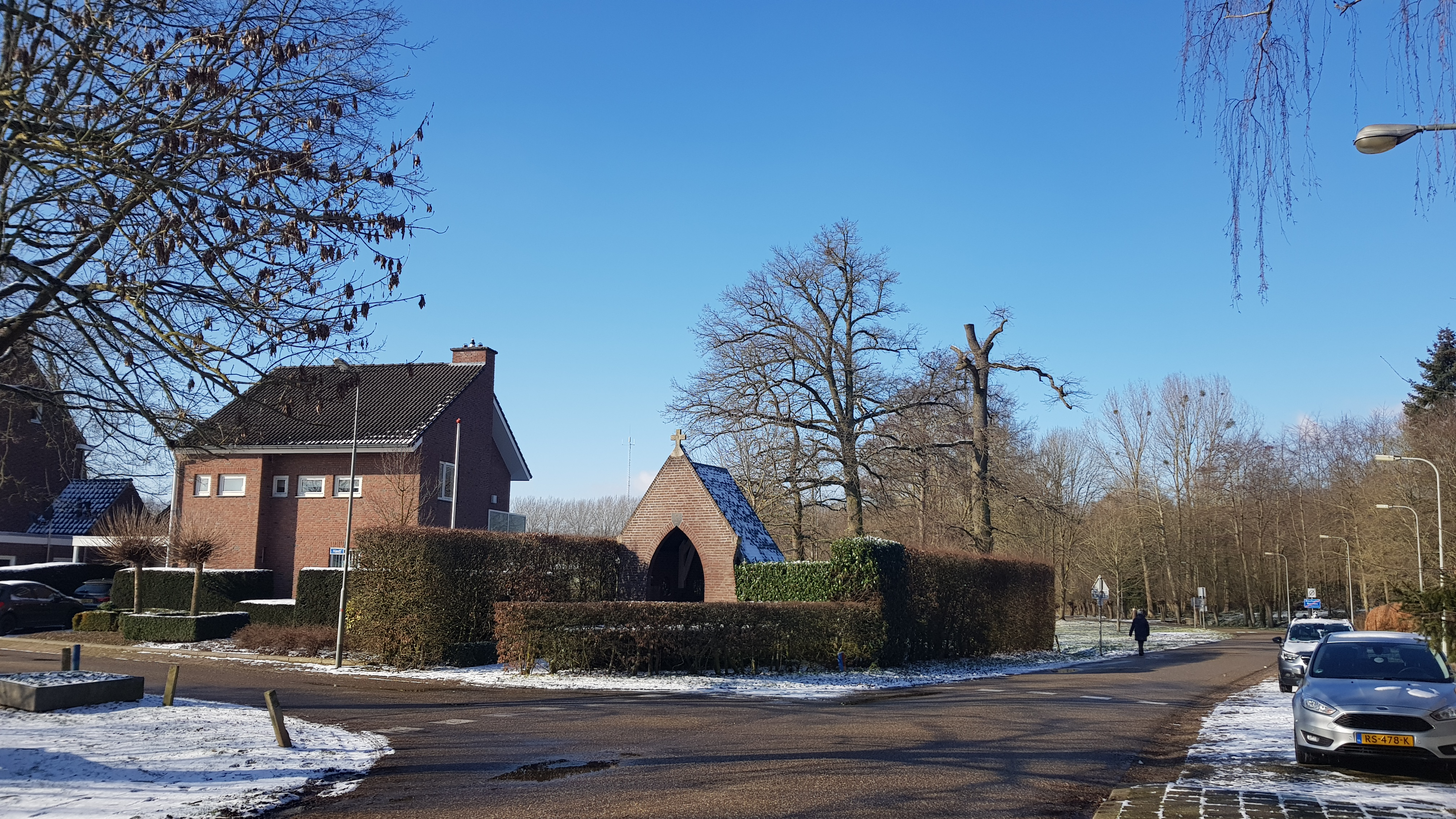
De Mariakapel

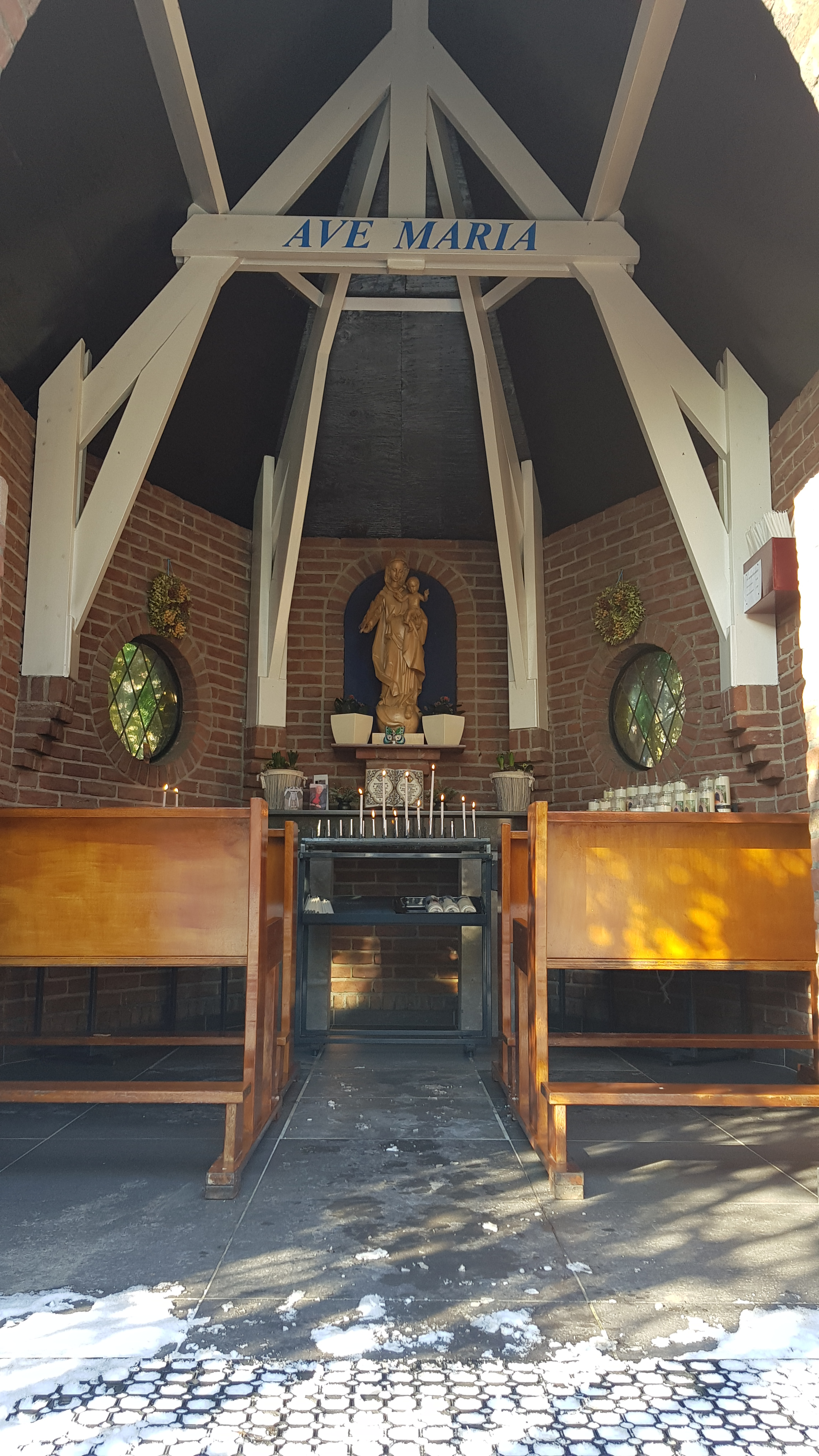
Interieur van de kapel

De Mariakapel is een kapel in buurtschap Broek ten noordwesten van Bocholtz in de Nederlands Zuid-Limburgse gemeente Simpelveld. De kapel staat aan de splitsing van de wegen Kievit, Broek en Prickart, aan de zuidoostkant van buurtschap Broek en aan de westkant van buurtschap Prickart. Elders in Bocholtz staat nog een andere Mariakapel, de kapel Overhuizen.
De kapel is gewijd aan Maria.

## Geschiedenis
In 1950 werd de kapel gebouwd door buurtbewoners.

## Bouwwerk
De open bakstenen wegkapel is rechthoekig met een driezijdige koorsluiting en wordt gedekt door een zadeldak met leien. In de beide zijgevels en in de schuine gevels van de koorsluiting is een cirkelvormig venster met glas-in-lood in ruitpatroon geplaatst. De frontgevel is een topgevel die bekroond wordt met een cementstenen kruis, heeft aan de beide uiteinden een schuin uitgemetselde steunbeer en heeft een spitsboogvormige toegang met donkerkleurige sluitsteen met de tekst:

ANNO SANCTO 1950

Van binnen is de kapel met baksteen en is de wit geschilderde houten constructie van het dak te zien. Op een van de balken is met blauwe letters een tekst geschilderd:

AVE MARIA(Wees gegroet Maria)

Tegen de achterwand is het altaar geplaatst, bestaande uit een blad rustend op twee van bakstenen gemetselde pijlers. Op de achterwand is een console bevestigd waarop het houten Mariabeeld is geplaatst. In de achterwand is achter het beeld een rondboogprofilering aangebracht, waardoor het beeld in een nis lijkt te staan. Het beeld toon Maria die op haar linkerarm het kindje Jezus draagt en met haar rechterhand een lelie vasthoudt (symbool voor maagdelijkheid en reinheid). Daarbij staat Maria met blote voeten op een wereldbol, waarbij ze met haar linkervoet ook met het slangenlijf staat, terwijl de slang in een appel bijt. Dit staat symbool voor het vertrappen van het kwaad.